# 심리불속행
심리불속행(審理不續行) 제도는 형사사건을 제외한 상고사건을 별도의 심리 없이 기각할 수 있는 대한민국의 소송법상 제도이다. 대법원은 해당 사건이 법률이 규정한 특정한 사유를 포함하지 않았다면 상고기록을 받은 날부터 4개월 이내에 《상고심절차에 관한 특례법》에 따라 본안심리 없이 상고를 기각할 수 있다.

## 조문

### 상고심절차에 관한 특례법

#### 제4조 (심리의 불속행)
1. 대법원은 상고이유에 관한 주장이 다음 각호의 1의 사유를 포함하지 아니한다고 인정되는 때에는 더 나아가 심리를 하지 아니하고 판결로 상고를 기각한다.
  1. 원심판결이 헌법에 위반하거나 헌법을 부당하게 해석한 때
  2. 원심판결이 명령·규칙 또는 처분의 법률위반 여부에 대하여 부당하게 판단한 때
  3. 원심판결이 법률·명령·규칙 또는 처분에 대하여 대법원판례와 상반되게 해석한 때
  4. 법률·명령·규칙 또는 처분에 대한 해석에 관하여 대법원판례가 없거나 대법원판례를 변경할 필요가 있는 때
  5. 제1호 내지 제4호외에 중대한 법령위반에 관한 사항이 있는 때
  6. 민사소송법 제424조제1항제1호 내지 제5호의 사유가 있는 때
2. 가압류 및 가처분에 관한 판결에 대하여는 상고이유에 관한 주장이 제1항제1호 내지 제3호의 사유를 포함하지 아니한다고 인정되는 경우 제1항의 예에 의한다.
3. 상고이유에 관한 주장이 제1항 각호의 사유(가압류 및 가처분에 관한 판결의 경우에는 제1항제1호 내지 제3호의 사유)를 포함하는 경우에도 다음 각호의 1에 해당하는 때에는 제1항의 예에 의한다.
  1. 그 주장 자체로 보아 이유가 없는 때
  2. 원심판결과 관계가 없거나 원심판결에 영향을 미치지 아니하는 때 원심판결이 적법하게 확정한 사실은 상고법원을 기속한다.

#### 제6조 (특례의 제한)
1. 제4조 및 제5조는 《법원조직법》 제7조제1항 단서에 따라 재판하는 경우에만 적용한다.
2. 원심법원으로부터 상고기록을 받은 날부터 4개월 이내에 제5조에 따른 판결의 원본이 법원사무관등에게 교부되지 아니한 경우에는 제4조 및 제5조를 적용하지 아니한다.

### 민사소송법

#### 제424조 (절대적 상고이유)
1. 판결에 다음 각호 가운데 어느 하나의 사유가 있는 때에는 상고에 정당한 이유가 있는 것으로 한다.
  1. 법률에 따라 판결법원을 구성하지 아니한 때
  2. 법률에 따라 판결에 관여할 수 없는 판사가 판결에 관여한 때
  3. 전속관할에 관한 규정에 어긋난 때
  4. 법정대리권·소송대리권 또는 대리인의 소송행위에 대한 특별한 권한의 수여에 흠이 있는 때
  5. 변론을 공개하는 규정에 어긋난 때
  6. 판결의 이유를 밝히지 아니하거나 이유에 모순이 있는 때
2. 제60조 또는 제97조의 규정에 따라 추인한 때에는 제1항제4호의 규정을 적용하지 아니한다.

#### 제432조 (사실심의 전권)
원심판결이 적법하게 확정한 사실은 상고법원을 기속한다.

## 참고 문헌
- 법률신문 심리불속행 급증… 변호사업계 '곤혹' - 법률신문 2009-06-16[깨진 링크(과거 내용 찾기)]